# Monte Nebin
Il monte Nebin (2.510 m s.l.m.) è una montagna delle Alpi Cozie, situata sullo spartiacque tra la val Varaita e la val Maira, in provincia di Cuneo.

## Caratteristiche

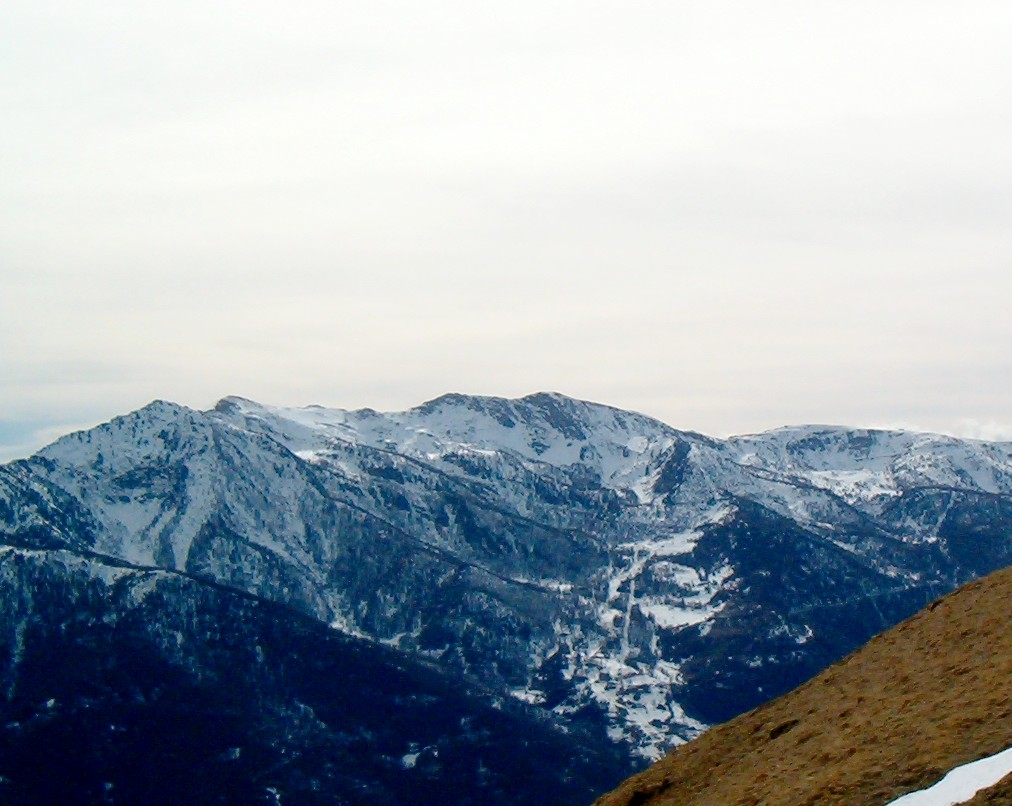
Versante settentrionale (valle Varaita) del monte Nebin

Si trova sulla dorsale che, distaccandosi dallo spartiacque alpino principale in corrispondenza del monte Maniglia, scende fino al monte san Bernardo separando la val Varaita a nord dalla val Maira a Sud. La vetta è sul confine tra i territori comunali di Sampeyre in valle Varaita, e di Stroppo in valle Maira.

La cresta principale in quest'area ha un andamento leggermente zigzagante. Dal colle di Sampeyre scende in direzione sud-est fino alla sommità del cugn di Goria (2384 m), poi, con andamento a semicerchio, piega verso est e raggiunge la bassa dell'Ajet (2310 m). Sempre con direzione generale est, la cresta risale, con leggera concavità verso sud, fino a raggiungere la vetta del monte Nebin. Qui piega a sud-est, scende leggermente e raggiunge la quota 2514, da dove prosegue in direzione est-sud-est scendendo alla bassa di Rasis (2425 m); qui di nuovo assume una forma a semicerchio con concavità verso nord-est, e sale fino al monte Cugulet (2454 m). Un costone secondario dirama dalla vetta, scendendo in direzione nord verso il sottostante pian delle Baracche.
Il versante verso la val Maira è costituito da pendii prativi uniformi, con pendenza non particolarmente evidente. Anche il settore settentrionale declina con pendio regolare verso il pian delle Baracche, mentre il versante est del costone secondario che dirama dalla vetta, ed il versante lato val Varaita della cresta dalla vetta alla bassa di Rasis sono costituiti da pareti scoscese quasi verticali, che precipitano verso il sottostante pian Monbel.
La sommità è una cresta allungata erbosa, con qualche affioramento roccioso; in corrispondenza del punto più elevato sorge una croce in traliccio di acciaio.
Dal punto di vista geologico, la montagna appartiene al complesso dei calcescisti ofiolitiferi. La sommità è costituita essenzialmente da calcari microcristallini lastroidi del Cretaceo inferiore. A sud-est, verso la bassa di Rasis, affiorano metamorfiti di origine magmatica (prasiniti, metagabbri, metaporfiriti, metadiabasi), anch'esse attribuibili allo stesso periodo, mentre ancora oltre, verso il monte Cugulet, si trova la massa principale dei calcescisti veri e propri. Una linea di faglia affiora in corrispondenza della bassa dell'Ajet, con traccia disposta in direzione ENE-OSO; a nord della faglia, nell'anfiteatro del pian delle Baracche, affiorano metamorfiti serpentinitiche (serpentiniti, serpentinoscisti, cloritoscisti).
Sul versante meridionale transita la strada dei cannoni, un'antica strada militare che, dalla colletta di Rossana, risale lo spartiacque tra le valli Varaita e Maira, tenendosi spesso sul lato di quest'ultima, raggiungendo il colle della Bicocca. In particolare, in questa zona la strada, risalendo dal colle Birrone, sale ad una quota di circa 2300 m, che mantiene alla base della montagna fino alla bassa dell'Ajet, dalla quale prosegue verso il colle di Sampeyre.

## Ascensione alla vetta

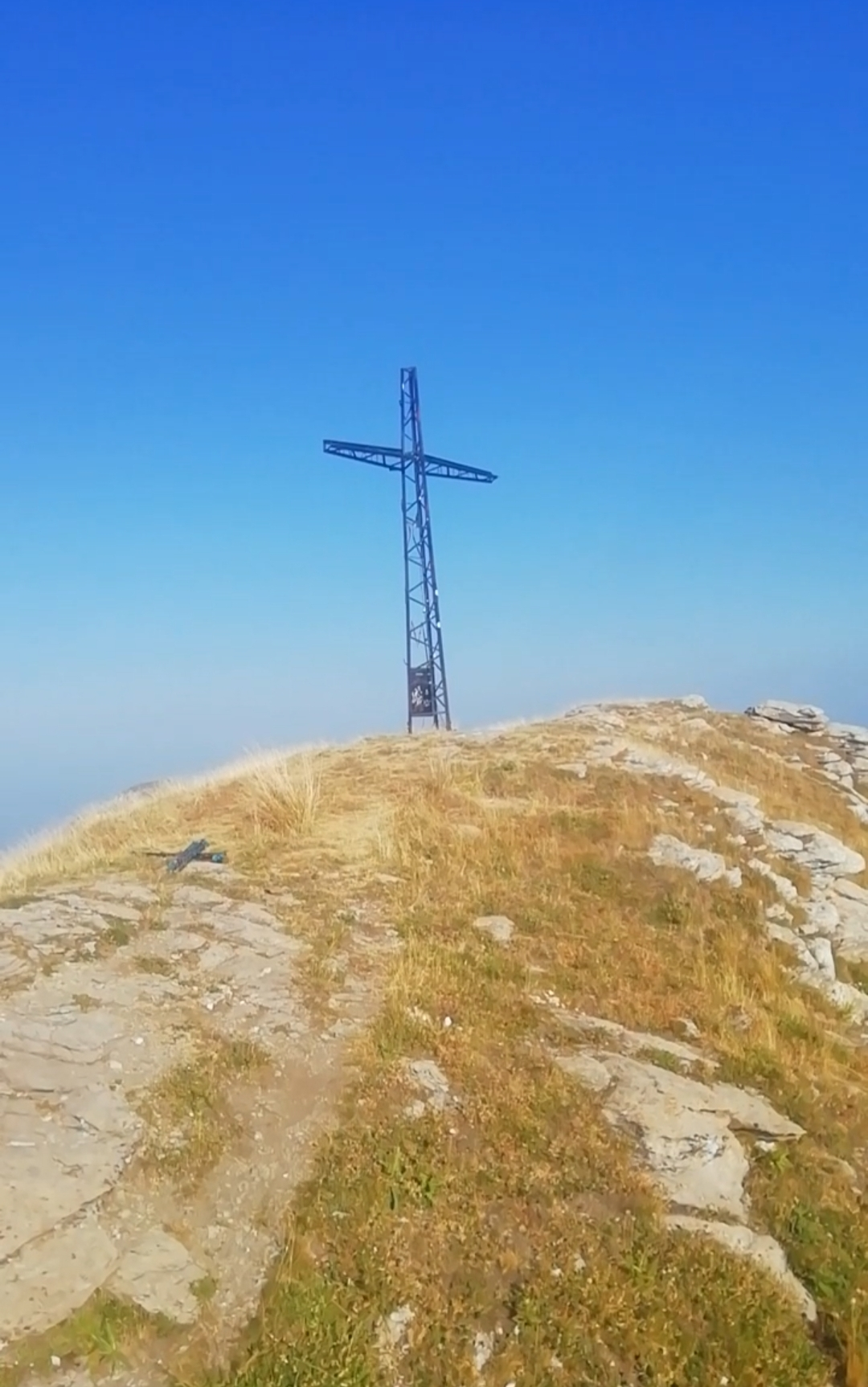
La croce di vetta del Monte Nebin.

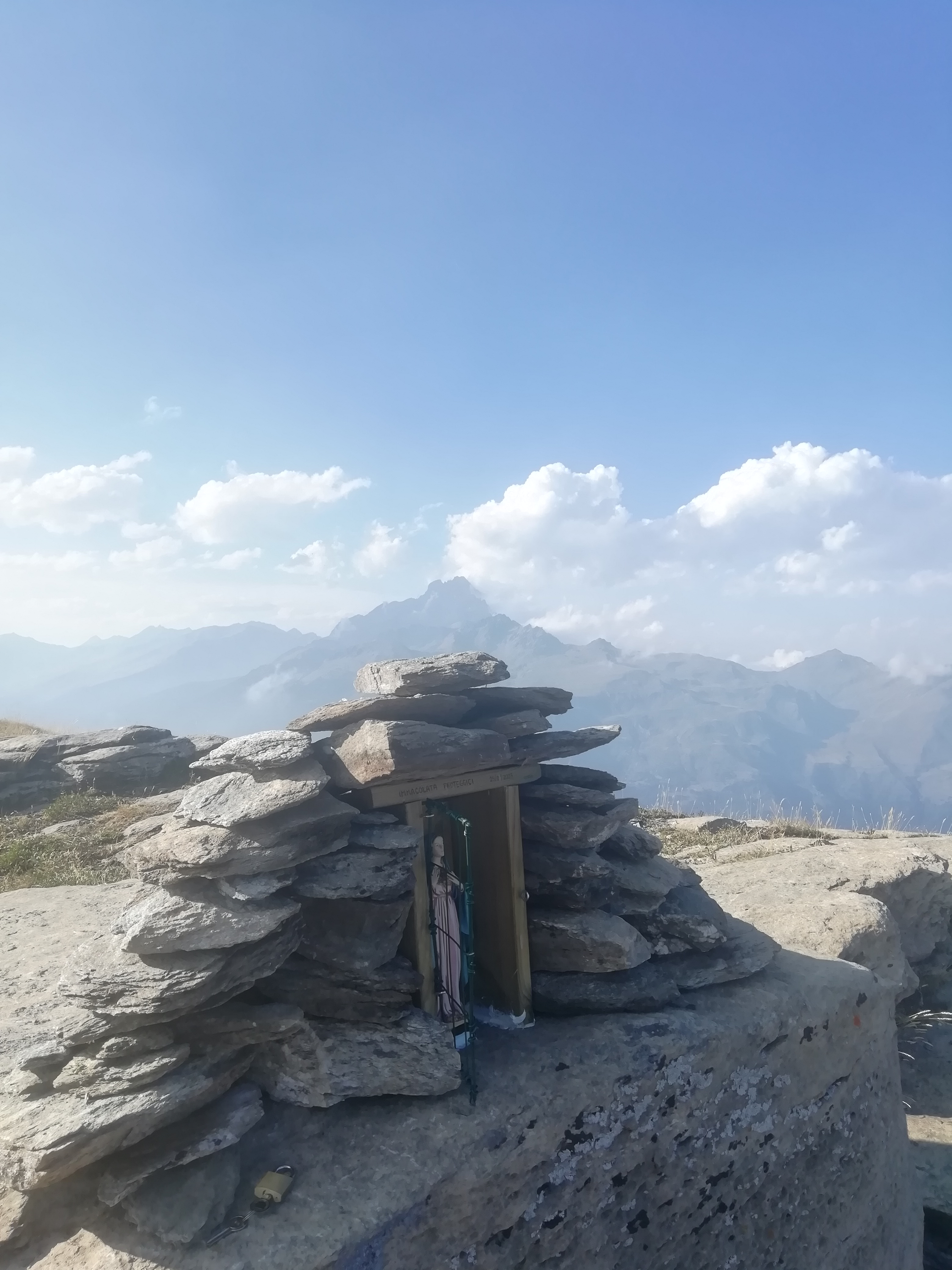
La Madonnina di vetta del Monte Nebin, sullo sfondo il Monviso.

La vetta è raggiungibile con un facile percorso escursionistico, la via più breve segue la cresta occidentale, partendo dal colle di Sampeyre o anche dalla bassa dell'Ajet. Un percorso più lungo, ma ugualmente facile, si sviluppa da Morinesio, frazione di Stroppo in valle Maira: per sentieri si raggiunge la strada dei cannoni, dalla quale, risalendo il pendio meridionale, si raggiunge la vetta.
La vetta è raggiungibile anche con la neve, sia con le ciaspole che con gli sci. Sulla cima sono poste una croce e la Madonnina di vetta.